# Brachymeria shillongensis
Brachymeria shillongensis är en stekelart som beskrevs av Joseph, Narendran och Joy 1972. Brachymeria shillongensis ingår i släktet Brachymeria och familjen bredlårsteklar. Inga underarter finns listade.